# Новые Починки
Новые Починки — деревня в Кадомском районе Рязанской области. Входит в Енкаевское сельское поселение.

## География
Находится в восточной части Рязанской области на расстоянии приблизительно 9 км на север по прямой от районного центра поселка Кадом.

## История
На карте 1862 года здесь были отмечены безымянные починки. Картографическое подтверждение существования населенного пункта дано только на карте 1990 года.

## Население
Численность населения: 5 человек в 2002 году (русские 100 %), 4 в 2010.